# Josep Buades i Costa
Josep Buades i Costa (1932-2018), empresari mallorquí i promotor esportiu, especialment de futbol.
Buades fou directiu del C. E. La Soledat, del C. E. Consell, del Reial Club Esportiu Mallorca, o de la Federació Balear de Futbol, fundador, president i vicepresident de la Reial Societat Alfons XIII –germen de l'actual S. A. D. Mallorca. Promotor del Trofeu Internacional Ciutat de Palma, i del Trofeu Buades Electricista d'aquest esport. Pel que fa al futbol sala, fou propietari del Buades Electricista, el qual es proclamà subcampió d'Espanya (88-89) i subcampió d'Europa (92-93).
Entre les seves últimes iniciatives esportives, va fer dipositari al Centre d'Interpretació de l'Esport de les Illes Balears (CIEIB) de la seva extensa biblioteca esportiva. La conformen prop de deu mil monografies dedicades a l'esport on hi són representades la majoria de les disciplines esportives en vint-i-un idiomes. En destaquen les monografies dedicades a l'esport en l'àmbit illenc, la valuosa col·lecció de volums dedicats als escacs o l'àmplia mostra de biografies esportives, per destacar-ne algunes. Així mateix, com a protector de l'esmentada institució, va possibilitar l'adquisició de diverses i interessants col·leccions filatèliques dedicades igualment a l'esport. La formen més de cinc mil segells, i en destaquen les diverses col·leccions de segells dedicats a l'olimpisme.
Li foren concedides les insígnies d'or de la Federació de Futbol de les Illes Balears, i del seu Comitè d'Àrbitres; i fou mereixedor de la Medalla d'Or del Consell de Mallorca (2005).